# María Emilia Cevallos
María Emilia Cevallos Cuesta (Guayaquil, 10 de septiembre de 1993) es una actriz, modelo, cantante, locutora y presentadora de televisión ecuatoriana que participó para Miss Ecuador, quedando como Miss Ecuador Supranational 2015 y siendo designada Miss Grand International 2015, designación a la cual renunció por "falta de apoyo económico de la organización".

## Biografía
Nació en Guayaquil, Ecuador, el 10 de septiembre de 1993, es hija de la presentadora de televisión y política María Mercedes Cuesta y del empresario José Rodrigo Cevallos.
En septiembre de 2012 decidió dejar su ciudad natal, para radicarse en Quito y efectuar sus estudios superiores.
Estudio Música Contemporánea y artes escénicas en la Universidad San Francisco de Quito.

### Carrera en la Televisión
Inició su carrera en 2005 en la televisión, al ser parte del programa infantil Club Disney de Teleamazonas. En 2013 fue presentadora del programa Tivi de GamaTV.
En 2016 ingreso como presentadora de Notas Divinas, y después formó parte como participante del programa concurso BLN, la competencia de Canal UNO. Estuvo un mes hasta su renuncia por otros proyectos que tenía dentro de esa televisora.
En 2017 fue parte de TC Televisión protagonizando la telenovela Cuatro Cuartos donde incursionó como actriz, interpretando a María de Lourdes Bustamante “Mayiyo”. Meses después sale de la producción debido a una operación de urgencia que le impedía continuar con las grabaciones. Fue convocada luego en la misma serie para seguir grabando como espíritu después de la muerte de su personaje. Al año siguiente participa en la serie Maleteados, en la misma casa televisiva, interpretando a “Aleja”. Con este personaje hace historia en la televisión ecuatoriana, siendo el primer personaje abiertamente lésbico, siendo una interpretación bastante realista, alejándose de los estereotipos comúnmente representados en la televisión.
En 2019, interpretó a la teniente Diana Gómez en la segunda temporada de la serie biográfica Sharon la hechicera de Ecuavisa.
En 2020 interpreta a Liliana de la Plata en la telenovela biográfica Sí se puede de Ecuavisa que se encuentra en la plataforma Amazon Prime.
En 2021 fue participante del reality show El poder del amor el cual fue grabado y realizado en Turquía.
En el 2022 participó como la villana de la segunda temporada de Compañía 593 como Victoria Guzmán Santana.
Además ha participado en numerosas obras de teatro, entre ellas destacan "La Forma de las Cosas" escrita por Neil LaBute y dirigida por el cineasta ecuatoriano Javier Andrade, y "Constelaciones" de Nick Payne dirigida por Daniel Llanos.

### Carrera como modelo
Fue candidata en el certamen de belleza Miss Ecuador 2015, ganando el título de Miss Supranacional 2015 Ecuador y siendo designada Miss Grand Internacional Ecuador 2015.

## Filmografía

### Series y telenovelas
| Año        | Título                 | Personaje                            |
| ---------- | ---------------------- | ------------------------------------ |
| 2022- 2023 | Compañía 593           | Victoria Guzmán Santana              |
| 2020       | Sí se puede            | Liliana de la Plata / Venus / Valdi  |
| 2019       | Sharon, 2 el desenlace | Teniente Diana Gómez                 |
| 2018       | Maleteados             | Alejandra "Aleja" Casanova           |
| 2017       | Cuatro Cuartos         | María de Lourdes Bustamante “Mayiyo” |

### Programas
| Año       | Programas                                                      | Rol          |
| --------- | -------------------------------------------------------------- | ------------ |
| 2022      | Compañia 593                                                   | Actriz       |
| 2021      | El Poder del Amor                                              | Participante |
| 2019      | Si Se Puede                                                    | Actriz       |
| 2018      | Sharon la Hechicera                                            | Actriz       |
| 2017      | Cuatro Cuartos, Maleteados                                     | Actriz       |
| 2016      | BLN, la competencia                                            | Participante |
| 2016      | Notas Divinas, Que No le Digan Que No Le Cuenten, Faranduleros | Presentadora |
| 2015      | Miss Ecuador                                                   | Participante |
| 2012-2013 | TiVi                                                           | Conductora   |
| 2005      | Club Disney                                                    | Conductora   |

### Concursos de belleza
- Miss Ecuador 2015, Miss Supranacional Ecuador 2015.